# Дервиш и смрт
Дервиш и смрт је најуспешнији роман српског и југословенског писца Меше Селимовића.

## О роману
Писан је у раздобљу од четири године (1962—1966) у пишчевом поодмаклом добу.
Објављен је 1966. године од стране издавачке куће Свјетлост из Сарајева и доживио је велики успех у оквирима читалачке јавности широм тадашње Југославије.
Роман је доживео бројна реиздања.
Дервиш и смрт донео је Селимовићу многобројне највише југословенске награде (између осталих, Његошеву, Горанову, НИН-ову).
„Дервиш и смрт” можемо окарактерисати жанровски као поетско-психолошки и рефлексивно-филозофски роман.
Радња романа збива се у 18. веку у неком месту у Босни, а главни протагониста романа је Ахмед Нурудин, дервиш мевлевијског реда, који се сусреће са потешкоћама које му носи хапшење и смрт његовог брата, судар са тоталитарном влашћу 18. века у Босни, и етичког преиспитивања.
Према резимеу на корицама 2. издања БИГЗ-а (Београд, 1986):
Класичан склад Селимовићевог приповједања, пратећи у нечему Андрићев ненадмашни узор, обогаћен изузетним философским и лирским сјенчењима, у којима духовна драма шејха Нурудина звучи у сложеном акорду: присутни су и андрићевски мотиви босанске касабе и њених шароликих призора и сурових нарави, али и посебна оријентална поезија и духовност. Поврх свега, трагедија Селимовићевог дервиша, суоченог са замкама постојања и са неминовношћу пропасти људских вриједности, уздигнута је до универзалне слике људске судбине у жрвњу нечовјечне хисторије и тоталитарне идеологије. Селимовић је тако одиста дао једну од најузбудљивијих књига наше епохе, притом, књигу „за сва времена“.
Доцније је Меша Селимовић издао својеврсни продужетак овога дела у облику романа Тврђава (1970).

## Аутобиографска позадина романа
Рођени брат Меше Селимовића, Шефкија Селимовић, био је партизански официр команде Тузланске војне области. Године 1944. Шефкија је радио као руководилац тзв. Фондом народних добара - Одсјеком за располагање заплењеном непријатељском имовином. Шефкија је из Фонда узео неколико комада кућног намештаја. Кућни намештај му је био потребан јер се у стан, којег су усташе претходно опустошиле, враћала Шефкијина супруга која је преживела боравак у јасеновачком логору. Штаб корпуса је након тога наредио Шефкијино хапшење, под основом да је опљачкао народну имовину, и исте, 1944. године био осуђен на смрт и стрељан. Гроб му никада није пронађен. Смрт рођеног брата оставиће велику трауму на Мешу Селимовића и снажно утицати на тематику његових дела.
Из „Сјећања” Меше Селимовића (Слобода, 1981):
Ја сам знао да је невин, ни судије нису тврдиле друкчије. Шофер није смио да ми каже гдје је сахрањен, па ни данас не знам гдје му је гроб. Тај невјероватан, слијепи, малоумни чин био је прекретница у животу свих чланова моје породице: сви смо осјетили да су се десиле ствари које никад нисмо могли очекивати. И није ријеч о смрти неког од нас, на то смо били спремни, седморо нас је било у револуцији, већ о тако ужасној неправди, без разлога и без смисла...

## Реакције
Роман је критика одмах одушевљено поздравила као изузетно дело.
То је дело снажне мисаоне концентрације, писано у исповедном тону, монолошки, с изванредним уметничким надахнућем, повезује древну мудрост с модерним мисаоним немирима. Оно почиње од религиозних истина као облика догматског мишљења да би дошло до човекове вечне упитаности пред светом, до спознаје патње и страха као неизбежних пратилаца људског живљења.
Књигу је посветио супрузи Дарки, која му је цели живот била верни пратилац, пријатељ и подршка.
Писци из Босне и Херцеговине предложили су да се Меша овим романом кандидује за Нобелову награду за књижевност.

## Екранизација
Дервиш и смрт је доживио екранизацију 1972. године (у режији Саве Мрмака и са Зораном Радмиловићем у главној улози) у облику ТВ серије Дервиш и смрт (ТВ филм). 1974 је снимљен и филм „Дервиш и смрт" у режији Здравка Велимировића, са Војом Мирићем у главној, и Велимиром Батом Живојиновићем, Борисом Дворником, Павлом Вујисићем, Абдурахманом Шаљом, Фаруком Беголијем и другима у осталим улогама.